# Ambiophonics
Ambiophonics é um método de produção musical em que se emprega processamento digital de sinal (PDS) e dois alto-falantes diretamente à frente do ouvinte com o objetivo de realçar o som estereofônico e surround 5.1 para músicas, filmes e videogames em home theater, computador para jogo e estação de trabalho, por exemplo. Foi primeiramente implementado usando meios mecânicos em 1986.